# Aquilegia caerulea
Khấu lâm Colorado (danh pháp hai phần: Aquilegia caerulea) là một loài thực vật có hoa trong họ Mao lương (Ranunculaceae), đặc hữu của dãy núi Rocky và là bang hoa của tiểu bang Colorado ở Hoa Kỳ. Loài này được E.James mô tả khoa học đầu tiên năm 1823.

## Hình ảnh

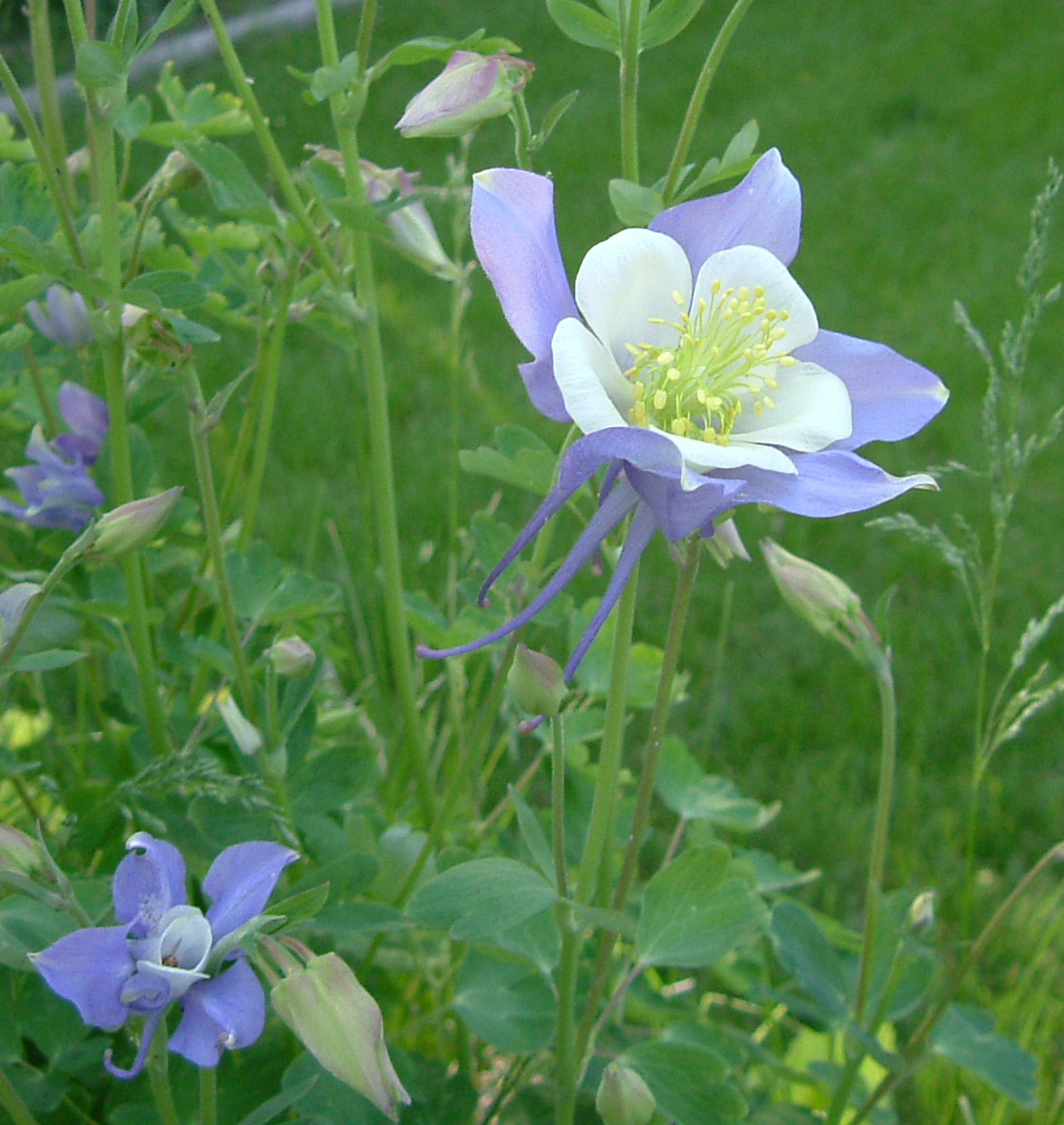
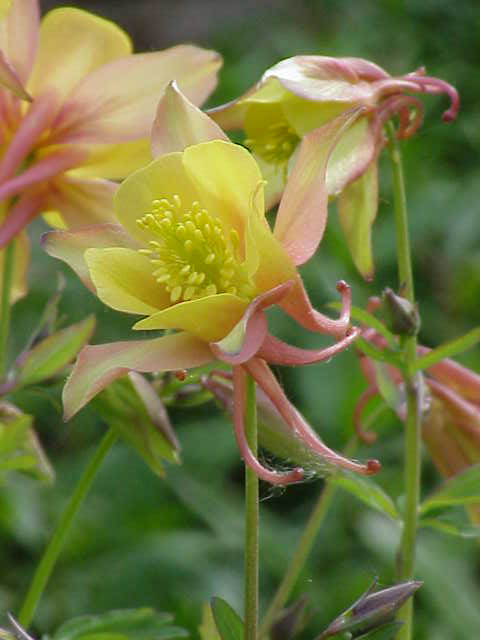
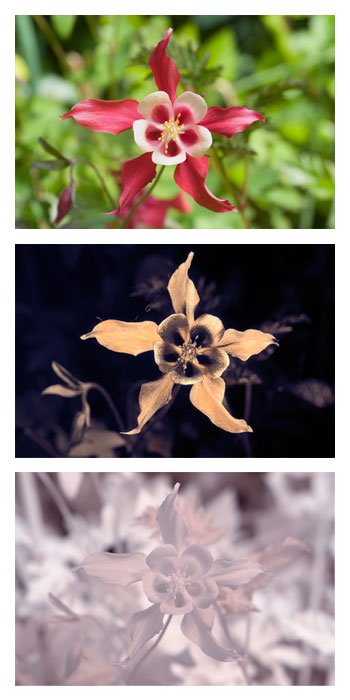
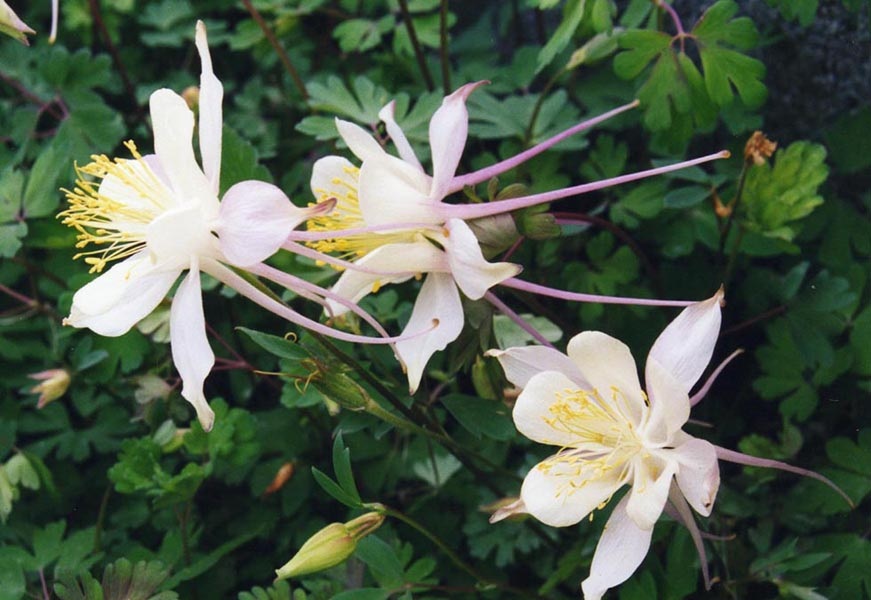